# Villacontilde
Villacontilde es una localidad española perteneciente al municipio de Villasabariego, en la provincia de León, comunidad autónoma de Castilla y León.

## Geografía

### Ubicación

Villacontilde août. Iglesia de Villacontilde, por Jean Lajoie (1958)

| Noroeste: Villafañe            | Norte: Palazuelo de Eslonza | Noreste: Santa Olaja de Eslonza |
| Oeste: Villiguer               |                             | Este: Valle de Mansilla         |
| Suroeste Mansilla de las Mulas | Sur: Villomar               | Sureste: Villomar               |

## Demografía
Evolución de la población
| Gráfica de evolución demográfica de Villacontilde entre 2000 y 2014 |
|                                                                     |
| Población de derecho (2000-2014) según el padrón municipal del INE  |